# Dirt 5
Dirt 5 is een racespel ontwikkeld door Codemasters Cheshire. Het spel werd uitgebracht op 6 november 2020 door Codemasters voor Windows, PlayStation 4 en Xbox One, op 10 november voor Xbox Series X/S, op 12 november voor de PlayStation 5, en in 2021 voor Stadia.

## Gameplay
Dirt 5 is een racespel gericht op off-road racen. Disciplines in het spel zijn onder meer rallycross, ijsraces, Stadium Super Trucks en offroad-buggy's. Spelers kunnen meedoen aan evenementen op een aantal verschillende locaties, waaronder Arizona, Brazilië, Marokko, China, Italië, New York en Noorwegen. Het spel bevat een dynamisch weer- en seizoenensysteem, die het racen beïnvloeden; de speler kan bijvoorbeeld alleen tijdens de wintermaanden deelnemen aan ijsrace-evenementen in New York. Een splitscreen-systeem voor vier spelers wordt ook in het spel geïntroduceerd.
Dirt 5 heeft ook een carrièremodus met verhaallijn, waarin het personage van de speler het opnemen tegen een rivaliserende coureur genaamd Bruno Durand (ingesproken door Nolan North) in een reeks kampioenschappen. De speler heeft ook een mentor genaamd Alex "AJ" Janiček (ingesproken door Troy Baker) die hen gedurende hun hele carrière van advies voorziet.